# Comuna Ocna Șugatag, Maramureș
Ocna Șugatag (în maghiară: Aknasugatag) este o comună în județul Maramureș, Transilvania, România, formată din satele Breb, Hoteni, Ocna Șugatag (reședința) și Sat-Șugatag.

## Istoric
Localitatea Ocna Șugatag a fost atestată documentar în anul 1355, iar celelalte localități (Breb, Hoteni, Sat-Șugatag) în 1360, istoria lor fiind strâns legată de exploatarea sării. În documentul din 1355 se pomenește de existența, în marginea dinspre Ocna Șugatag, a satului Giulești, a unui drum care ducea la ocnele de sare, folosite de maramureșenii care veneau aici să se aprovizioneze cu sare. Descoperirile arheologice, precum și alte documente istorice, atestă că populația zonei exploata sarea din vremuri străvechi.

## Demografie
Componența etnică a comunei Ocna Șugatag
     Români (84,32%)
     Maghiari (5,2%)
     Romi (3,12%)
     Alte etnii (0,41%)
     Necunoscută (6,94%)
Componența confesională a comunei Ocna Șugatag
     Ortodocși (71,11%)
     Greco-catolici (8,13%)
     Romano-catolici (7,35%)
     Martori ai lui Iehova (2,96%)
     Alte religii (2,99%)
     Necunoscută (7,46%)
Conform recensământului efectuat în 2021, populația comunei Ocna Șugatag se ridică la 3.617 locuitori, în scădere față de recensământul anterior din 2011, când fuseseră înregistrați 3.853 de locuitori. Majoritatea locuitorilor sunt români (84,32%), cu minorități de maghiari (5,2%) și romi (3,12%), iar pentru 6,94% nu se cunoaște apartenența etnică. Din punct de vedere confesional, majoritatea locuitorilor sunt ortodocși (71,11%), cu minorități de greco-catolici (8,13%), romano-catolici (7,35%) și martori ai lui Iehova (2,96%), iar pentru 7,46% nu se cunoaște apartenența confesională.

## Politică și administrație
Comuna Ocna Șugatag este administrată de un primar și un consiliu local compus din 13 consilieri. Primarul, Ioan Oanea[*], de la Partidul Social Democrat, este în funcție din octombrie 2020. Începând cu alegerile locale din 2024, consiliul local are următoarea componență pe partide politice:
|  | Partid                                 | Consilieri | Componența Consiliului | Componența Consiliului | Componența Consiliului | Componența Consiliului | Componența Consiliului | Componența Consiliului |
|  | -------------------------------------- | ---------- | ---------------------- | ---------------------- | ---------------------- | ---------------------- | ---------------------- | ---------------------- |
|  | Partidul Social Democrat               | 6          |                        |                        |                        |                        |                        |                        |
|  | Uniunea Democrată Maghiară din România | 2          |                        |                        |                        |                        |                        |                        |
|  | Partidul Național Liberal              | 2          |                        |                        |                        |                        |                        |                        |
|  | Alianța pentru Unirea Românilor        | 2          |                        |                        |                        |                        |                        |                        |
|  | Partidul Ecologist Român               | 1          |                        |                        |                        |                        |                        |                        |

## Atracții turistice
- Biserica de lemn din Breb
- Biserica de lemn din Hoteni
- Biserica de lemn din Sat-Șugatag
- Biserica de lemn din Ocna Șugatag
- Băile sărate Ocna Șugatag
- Gutâi - Creasta Cocoșului și Igniș (situri de importanță comunitară incluse în rețeaua europeană Natura 2000)
- Rezervația naturală "Lacul Morărenilor", sat Breb (20 ha)
- Rezervația naturală "Pădurea Crăiasa", sat Ocna Șugatag (44 ha)
- Izvoare minerale clorosodice
- Tăurile de la Hoteni

## Imagini

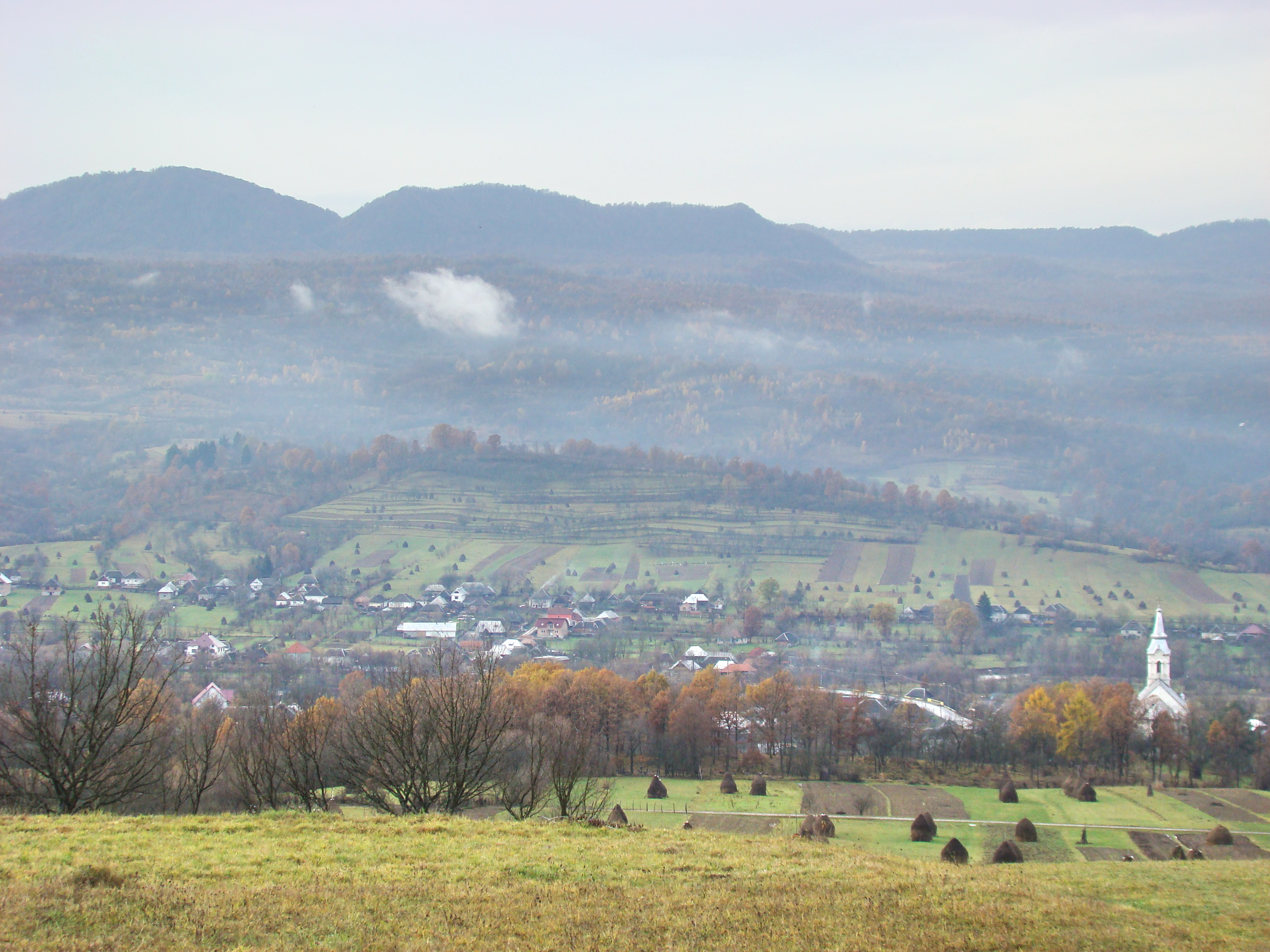
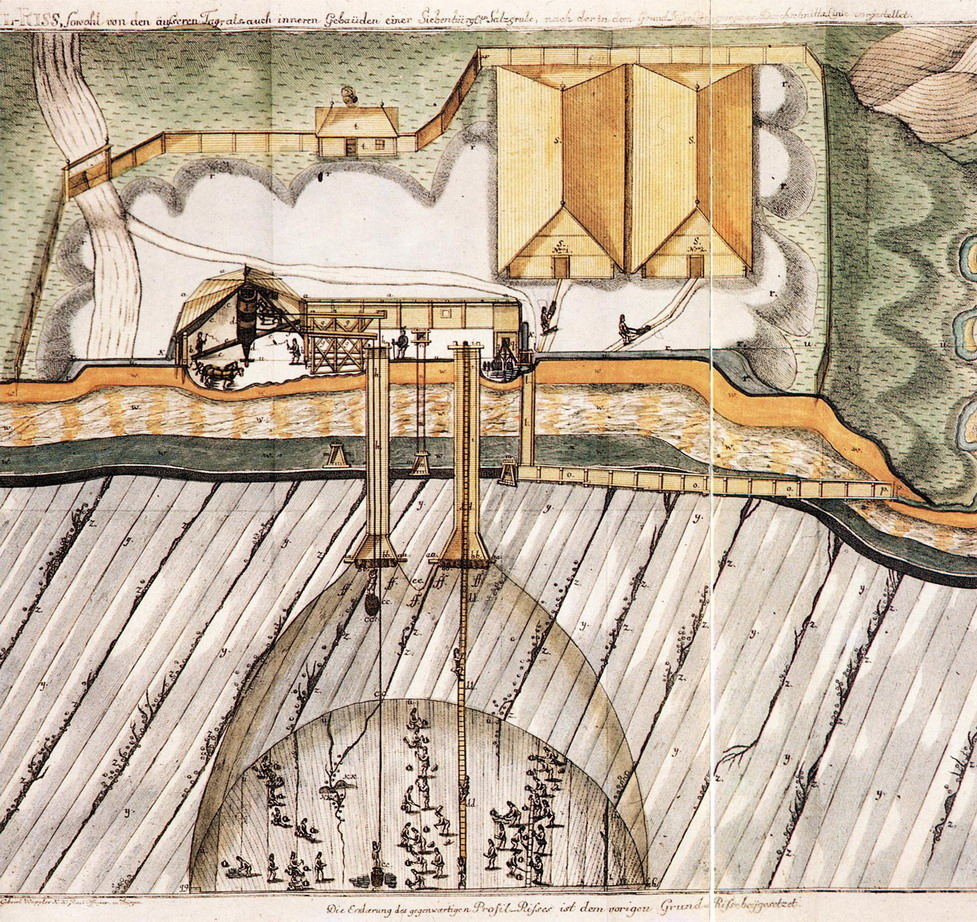
Metoda veche de exploatare a sării geme în Transilvania
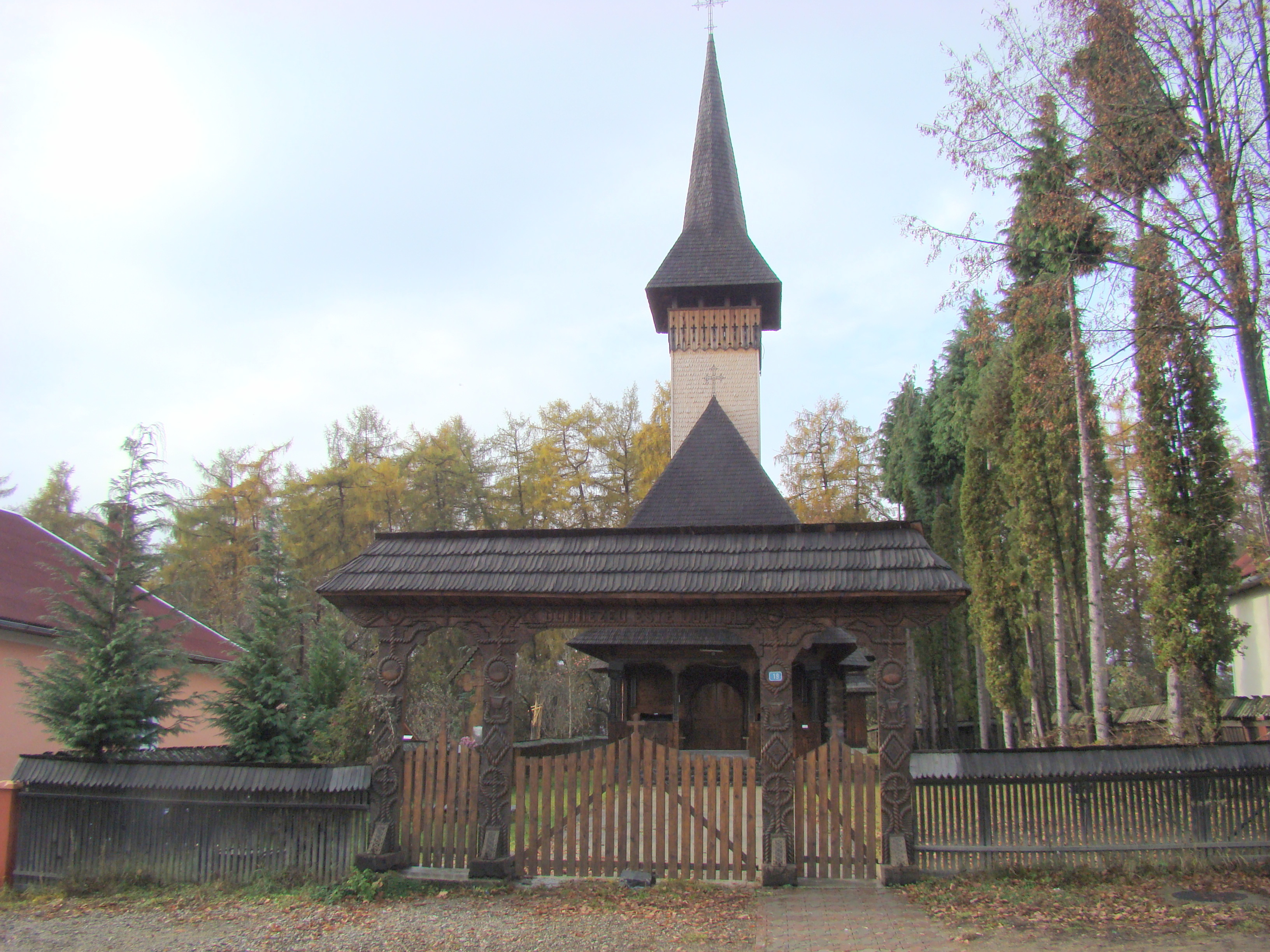
Biserica de lemn din Ocna Șugatag
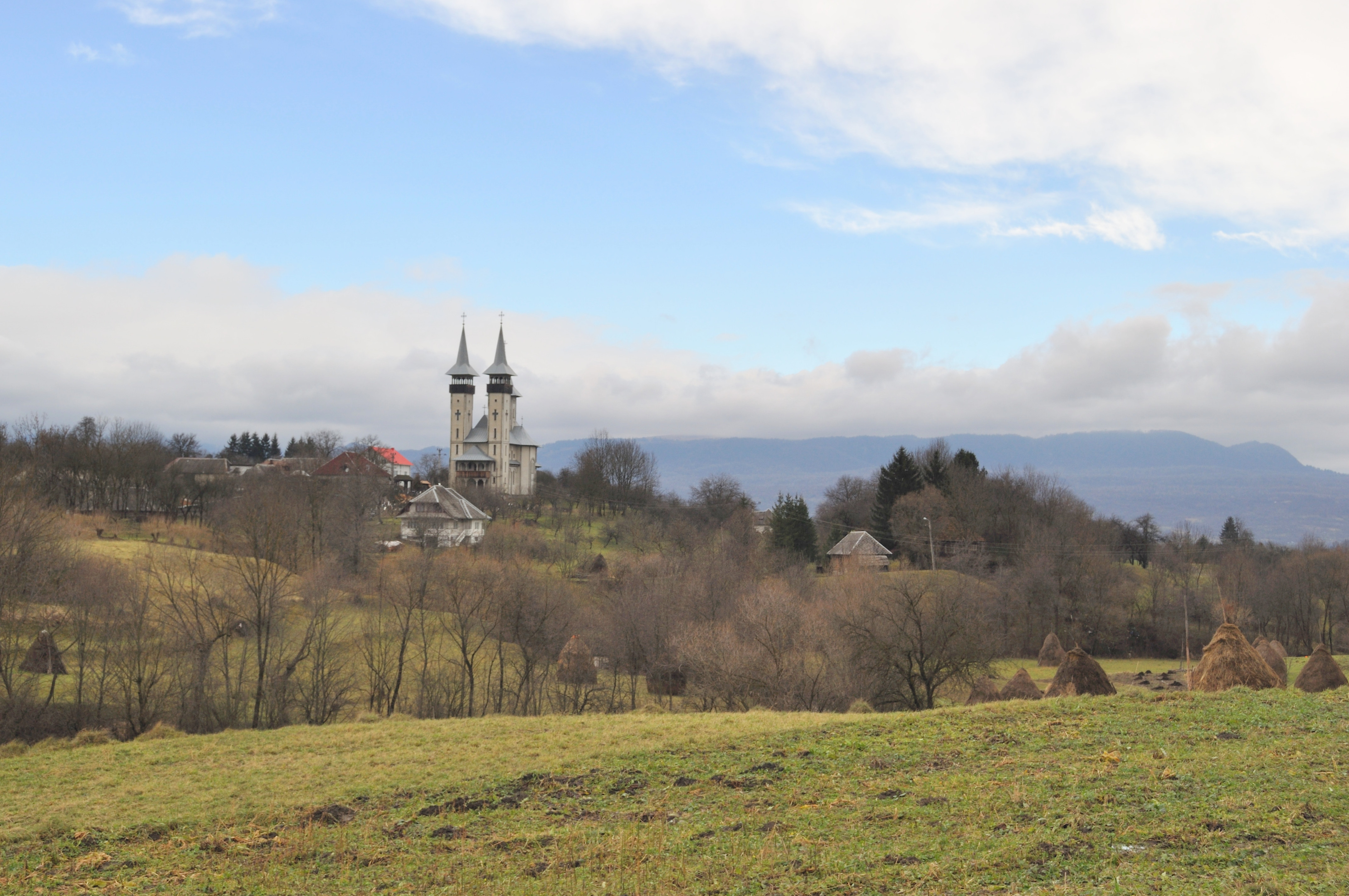
Breb
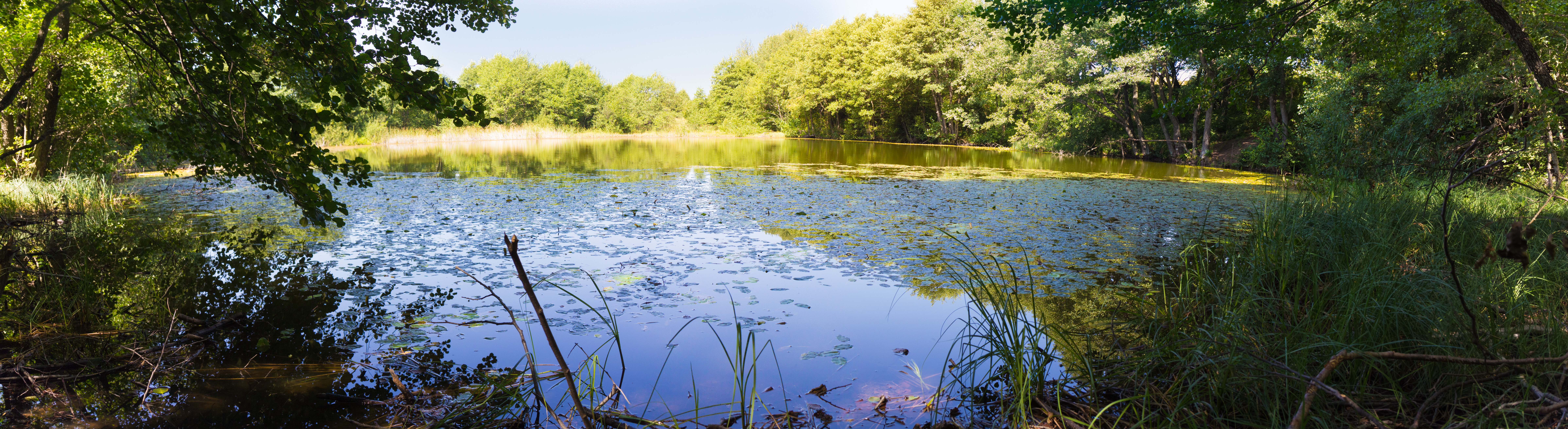
Lacul Morărenilor
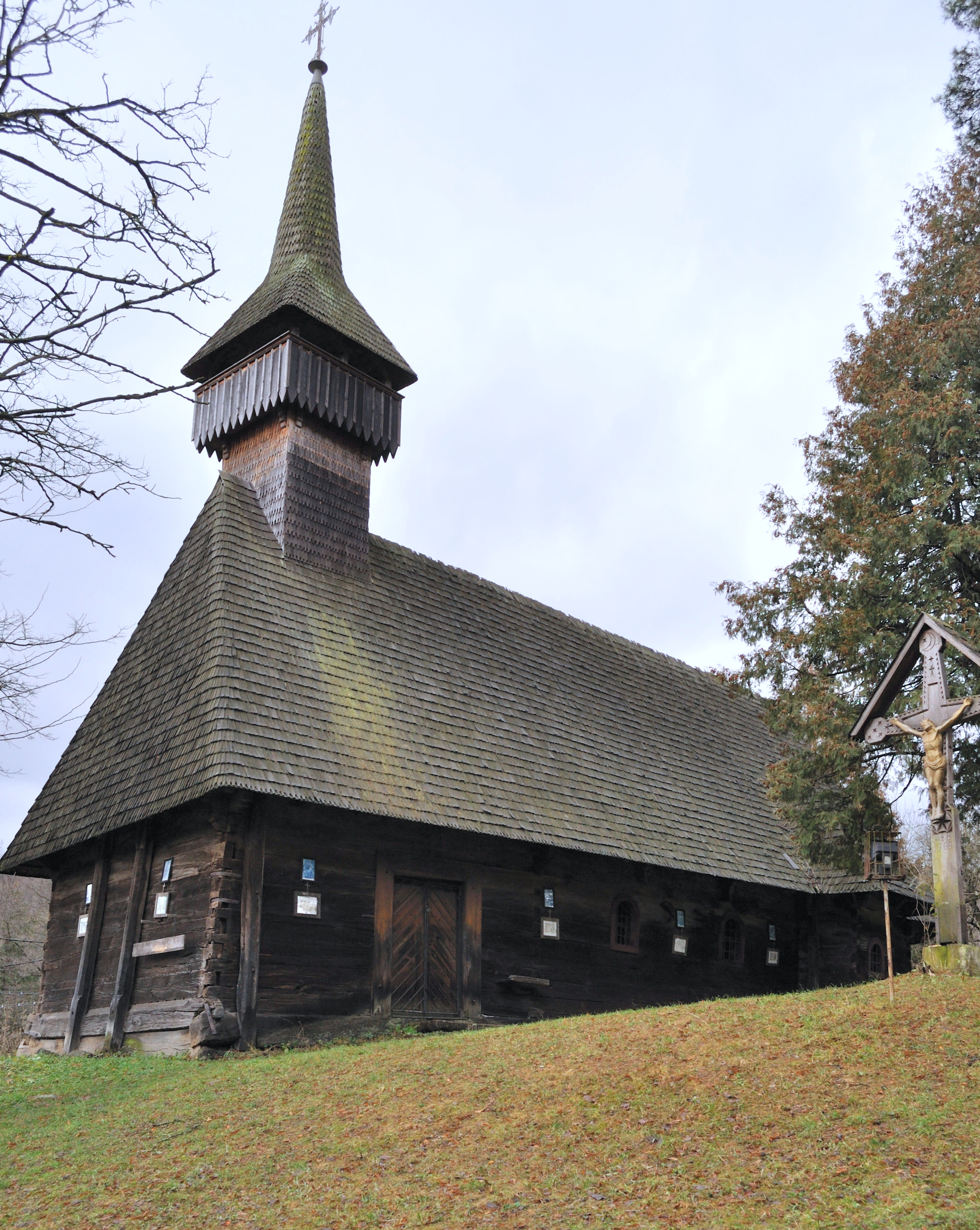
Biserica de lemn din Breb
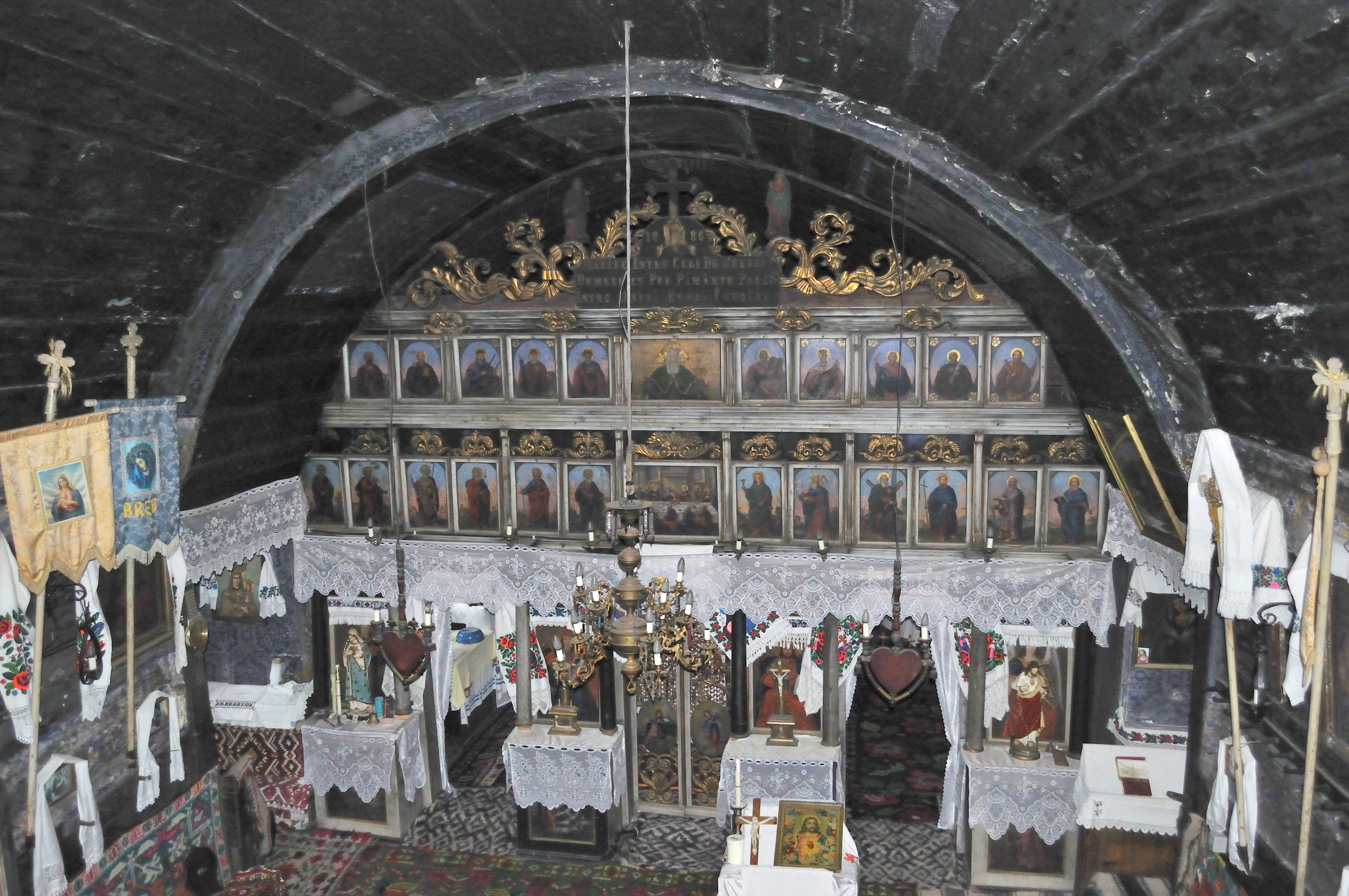
Biserica de lemn din Breb (interiorul)
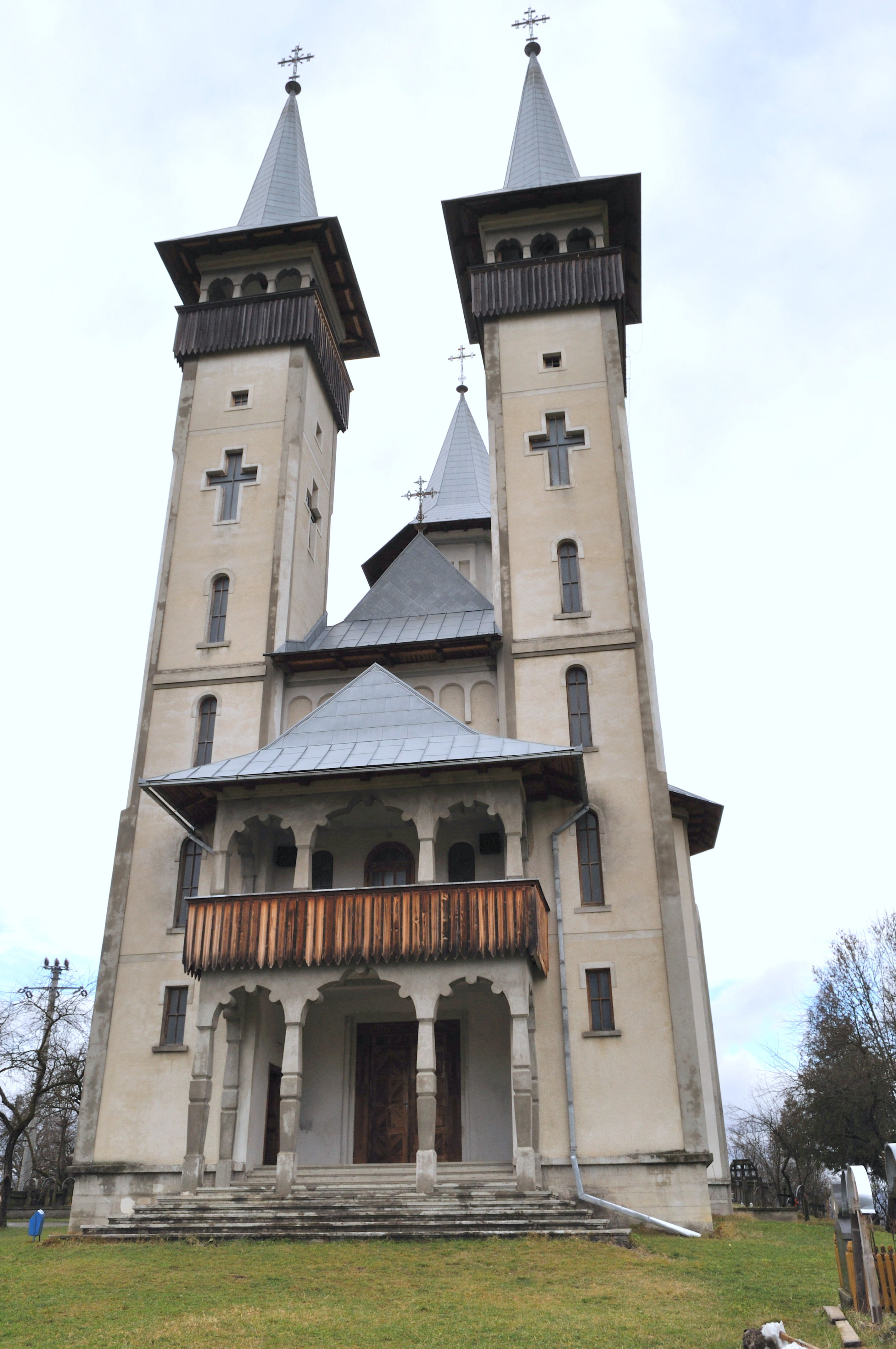
Biserica nouă de zid
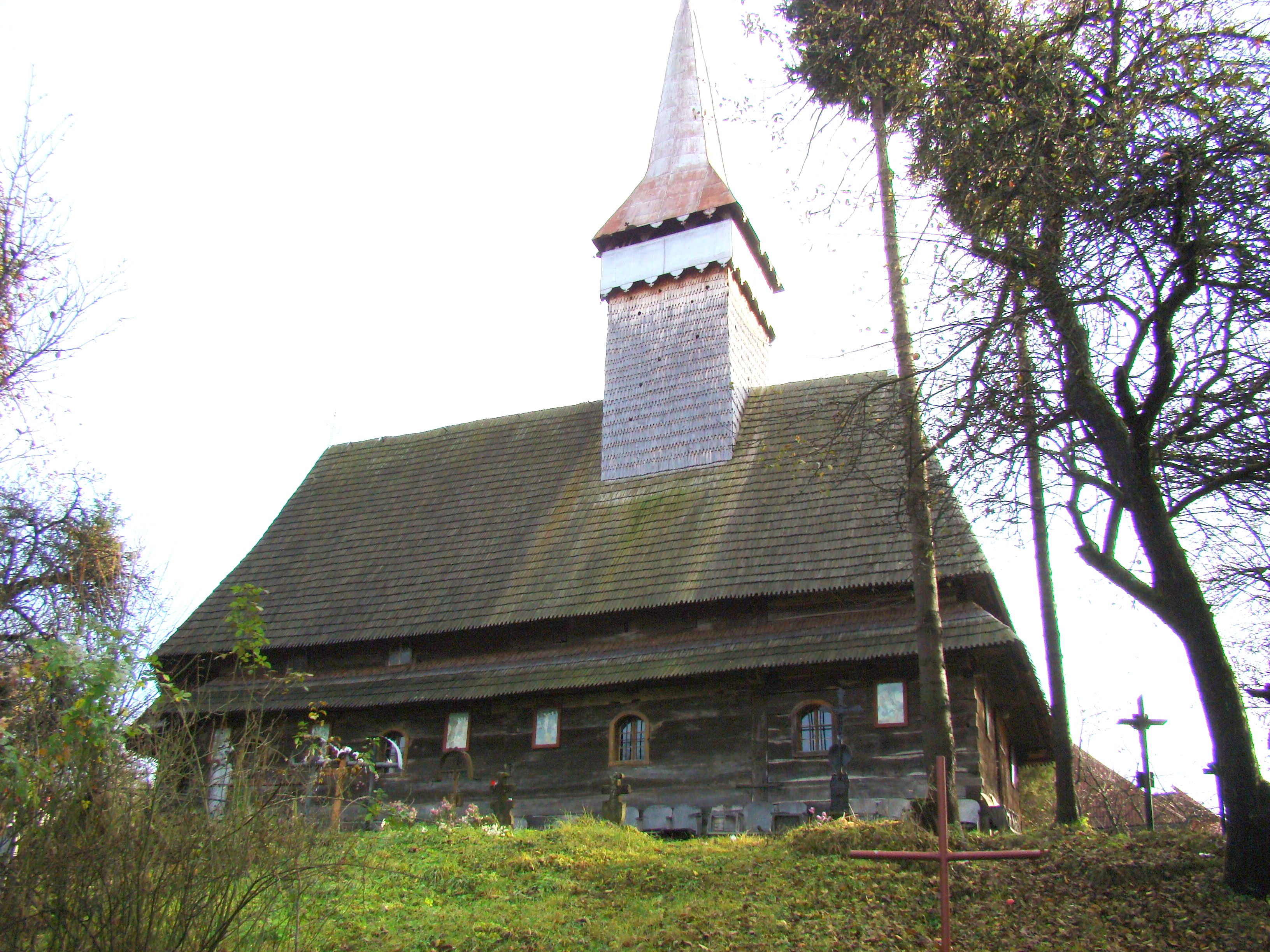
Biserica de lemn din Hoteni
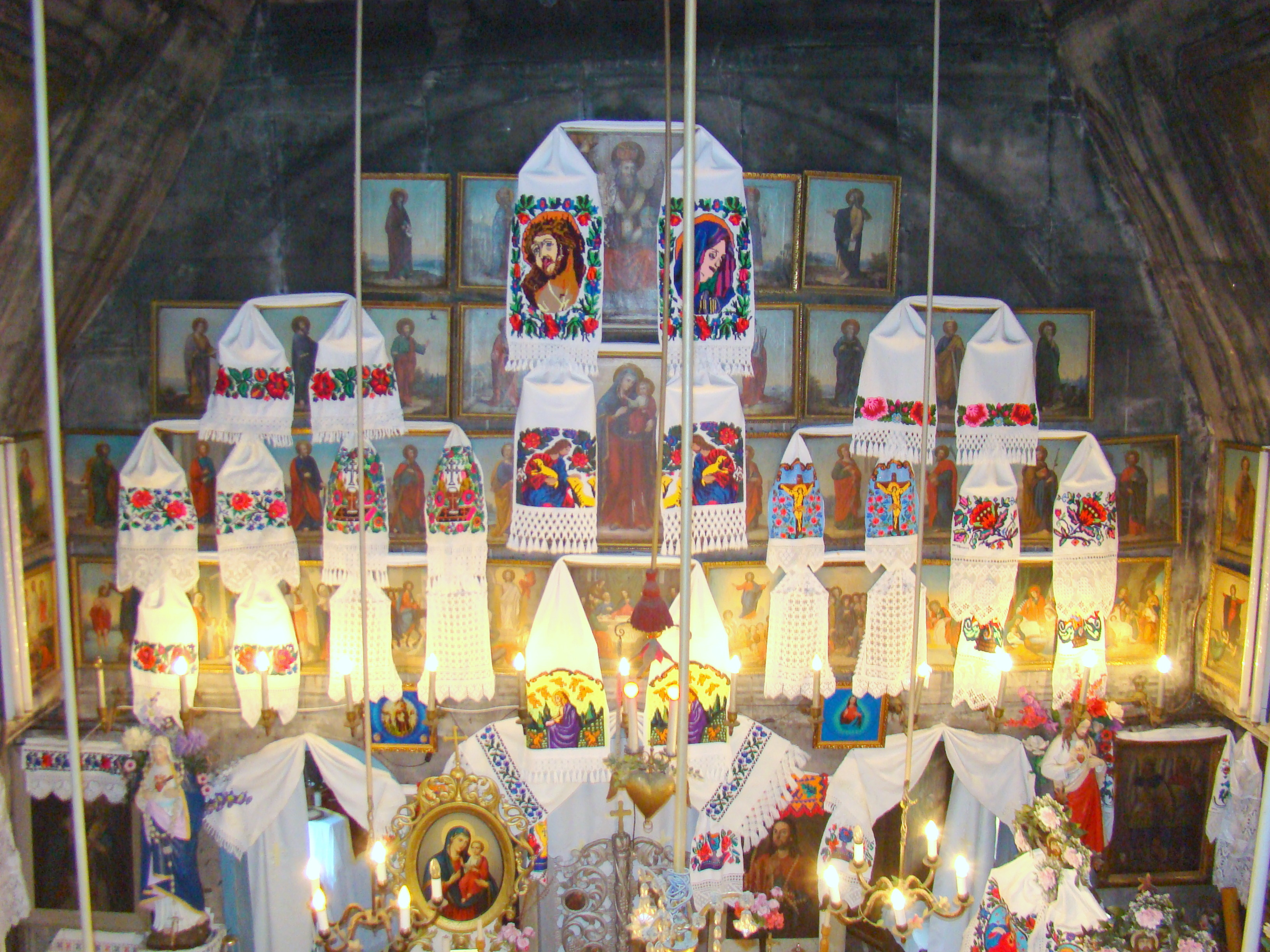
Biserica de lemn din Hoteni (iconostasul)
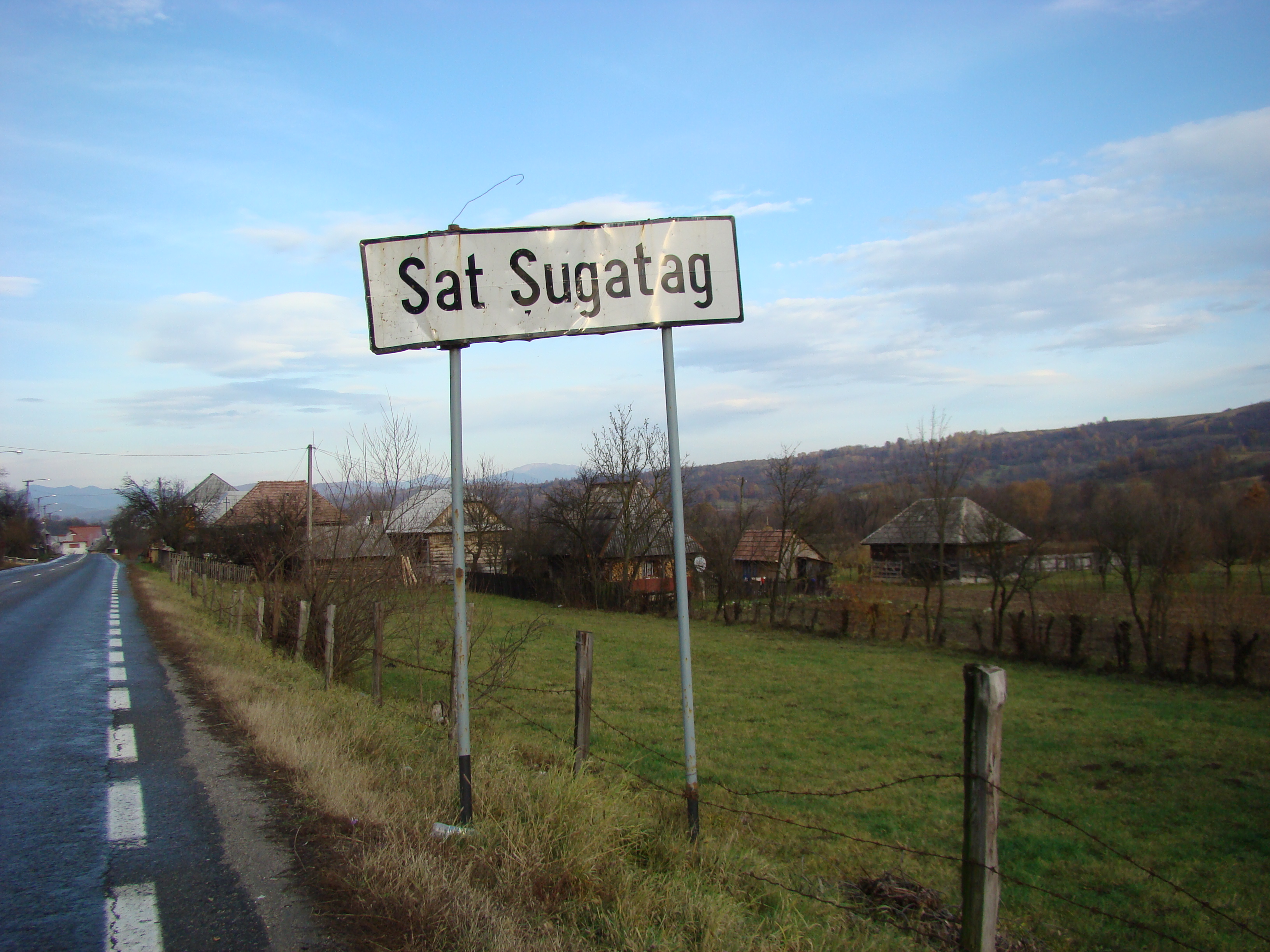
Intrarea în Sat Șugatag
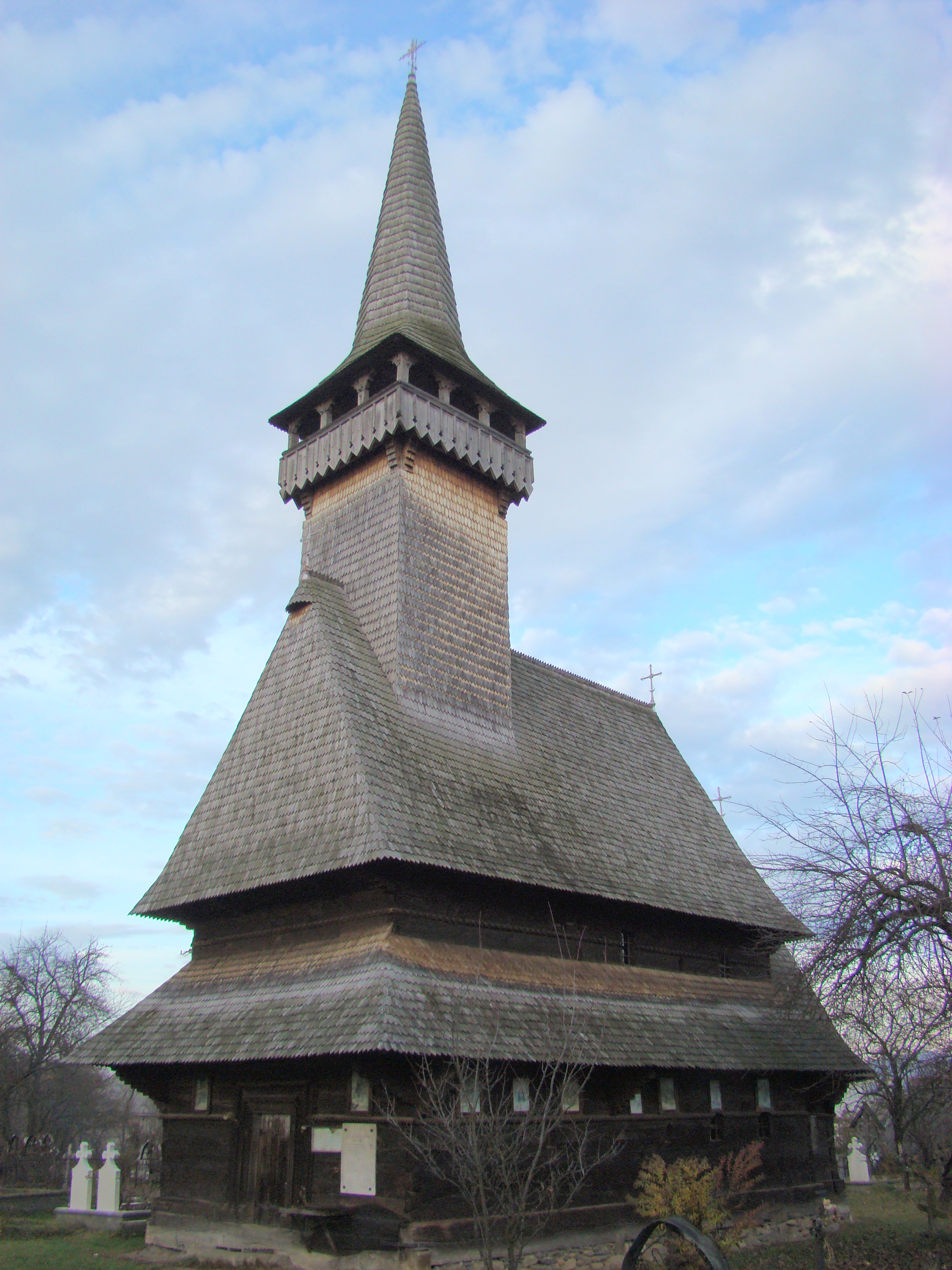
Biserica de lemn din Sat-Șugatag
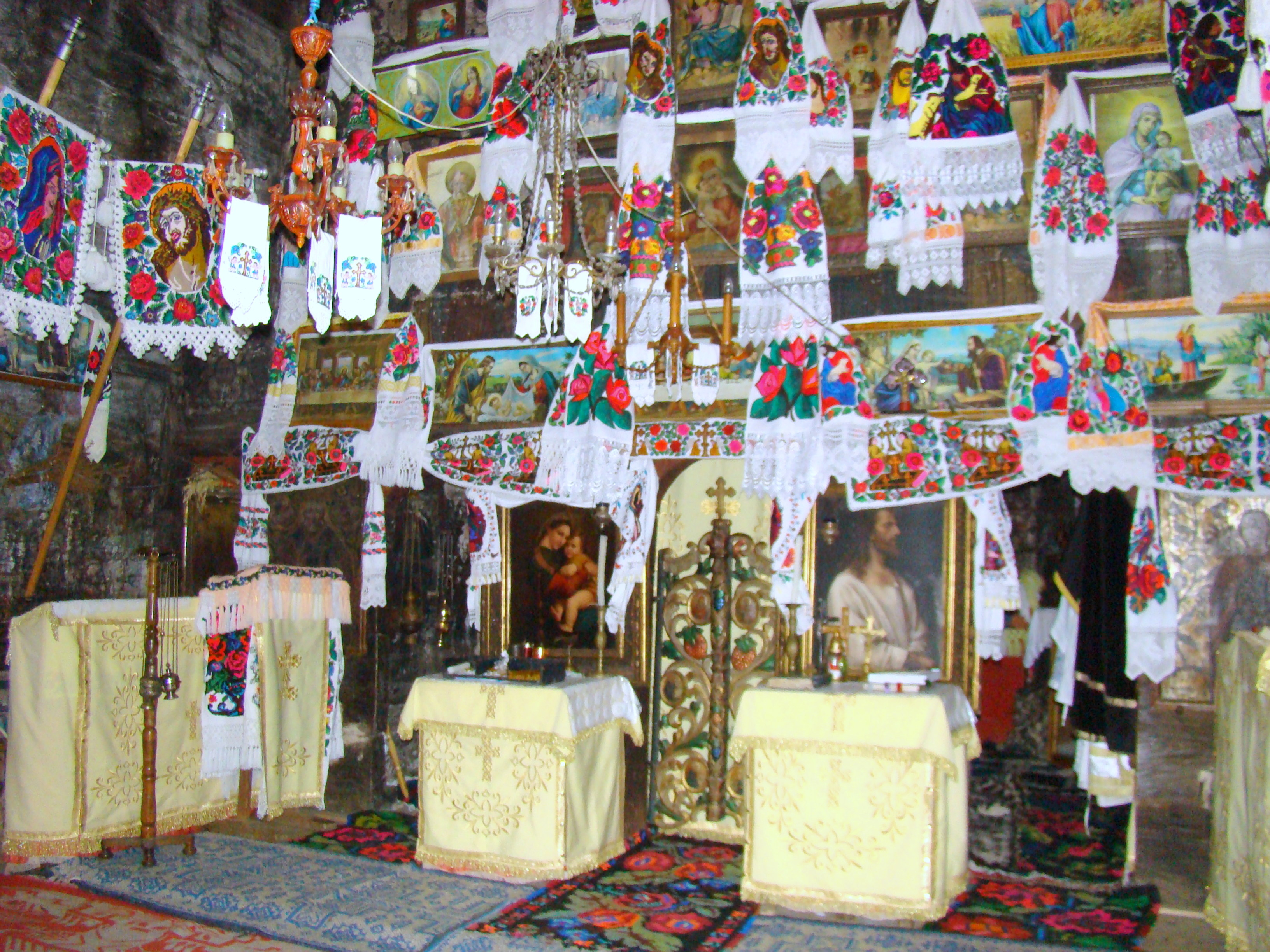
Iconostasul